# EZ pipeline (трубопровід для ЗВГ)
EZ pipeline (трубопровід для ЗВГ) — трубопровід в Техасі, призначений для транспортування зріджених вуглеводневих газів (ЗВГ) до узбережжя для роботи установки фракціонуванні у Свіні.
Трубопровід здійснює вивіз нерозділеної суміші ЗВГ із басейну Перміан. Він починається біля міста Ранкін з термінала Бенедум, куди зібрані з численних газопереробних заводів вуглеводні подаються через систему Mextex gathering system. Довжина трубопроводу, виконаного в діаметрі 250 мм, становить 434 милі, а добова пропускна здатність складає 101 тисяча барелів на добу.
Можливо відзначити, що через Бенедум також проходять інші трубопроводи, призначені для вивозу суміші зріджених газів, як то West Texas LPG або EPIC NGL, що дозволяє маневрувати потоками вуглеводнів.